# Takarmánybaltacim
A takarmánybaltacim (Onobrychis viciifolia) a hüvelyesek (Fabales) rendjébe, ezen belül a pillangósvirágúak (Fabaceae) családjába tartozó faj. Régi nevei: csacsiöröm, örököslóhere, pulykafű, szamárcsikor, szamárhere. Tudományos nevét (a.m. 'bükkönylevelű', a Vicia = bükköny és folia = levél szavak összetételéből) szárnyas levélkéiről kapta.

## Előfordulása
Délkelet-Európából származik, de már az egész kontinensen meghonosodott. Algériába, Ausztráliába és Tasmaniába betelepítették. Sok helyen termesztik.

## Megjelenése
A takarmánybaltacim évelő növény, felemelkedő vagy felálló szára 30-60 centiméter magas, olykor a 80 centimétert is elérheti. Levelei párosan szárnyaltak, 5-12 pár hosszúkás tojásdad levélkével. Virágai világos bíborpirosak, a vitorla 8-13 milliméter hosszú, sötétebb színű erekkel. A virágzat felnyílás előtt hosszúkás, tojásdad, később megnyúlt, hosszú fürt, amely akár 50 virágú is lehet. A csónak csaknem olyan hosszú, mint a vitorla, a párta 2 oldalsó, szétálló szirma (az evezők) pedig rövidebb, mint a gyapjas szőrű csésze. Termése kemény héjú, kerekded, bordás rajzolatú, szélén fogas, egymagvú hüvely.

## Életmódja
A takarmánybaltacim rétek, száraz gyepek, szántók, parlagok és útszélek lakója. Leginkább a  meleg, laza vályog-, lösz- vagy homoktalajokon nő. A lennel együtt tömegesen telepszik meg a vasúti töltéseken. A lucerna termesztésére alkalmatlan talajokon vetik is. Mészkedvelő.
A virágzási ideje májustól július végéig tart.

## Neve
Az Onobrychis nemzetség neve görög eredetű, jelentése: „szamáreledel”.

## Képek

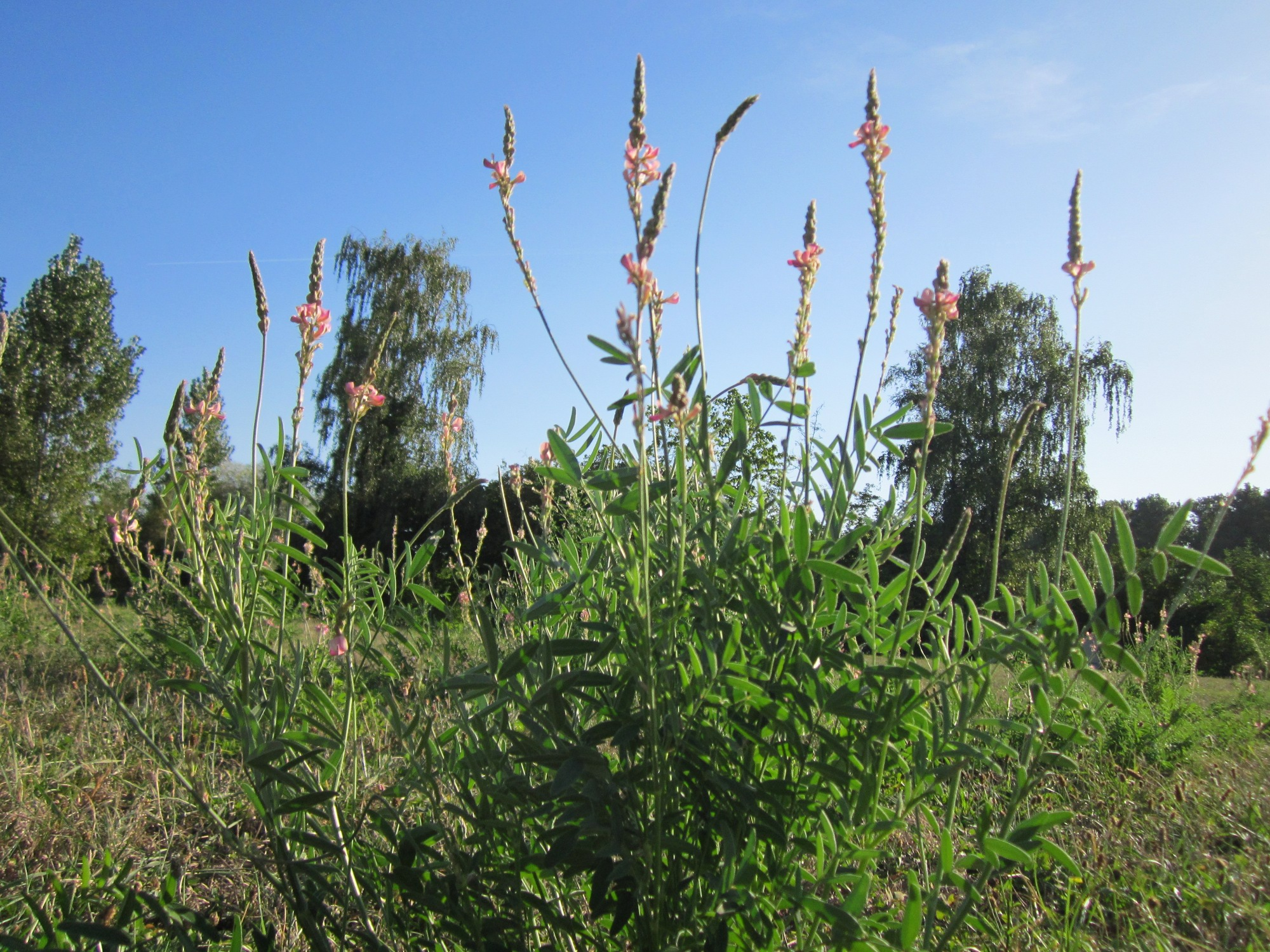
A növény
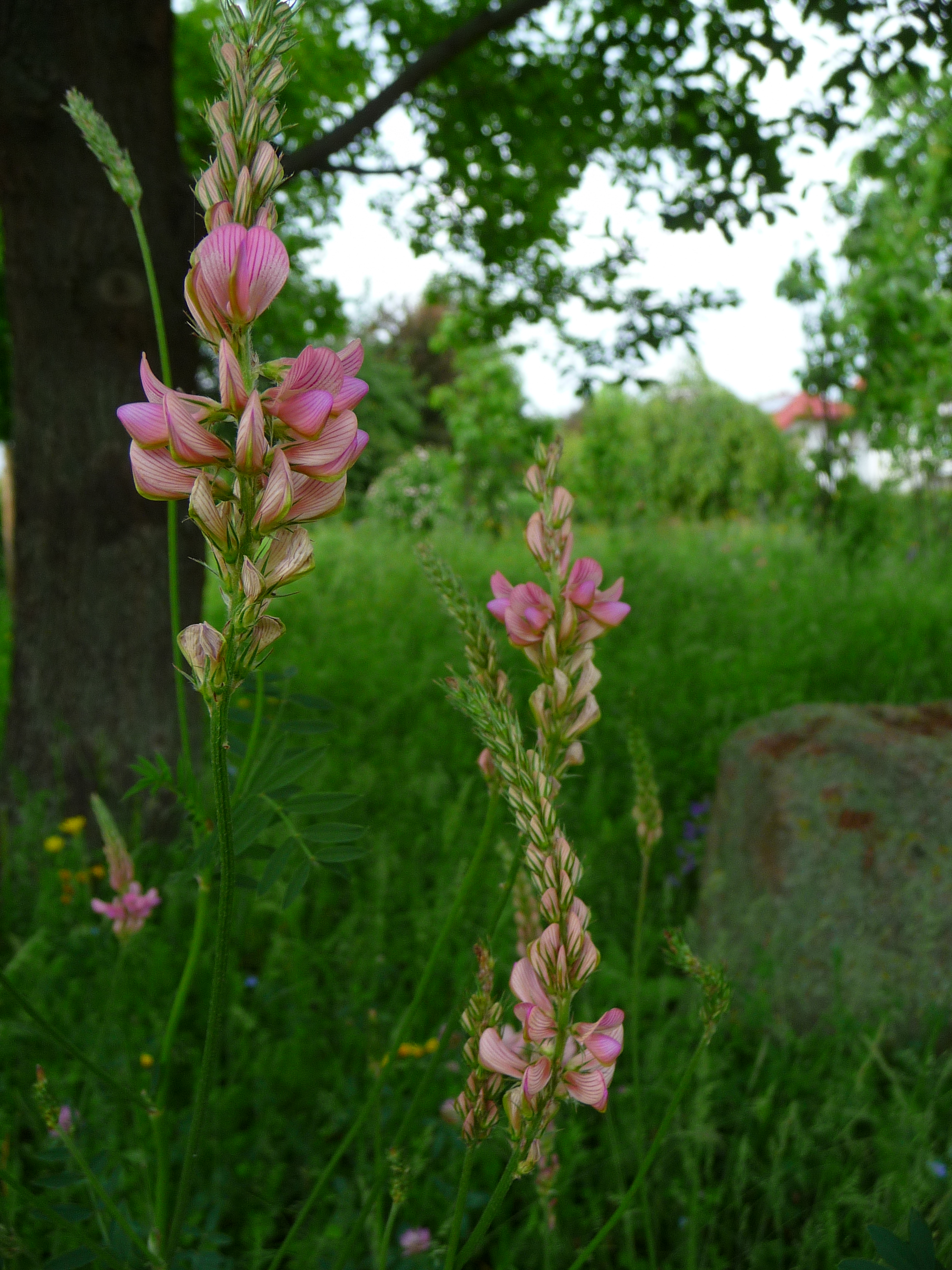
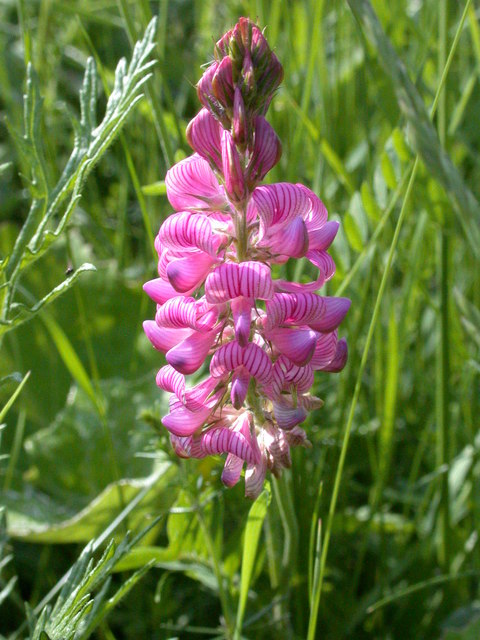
Virágai
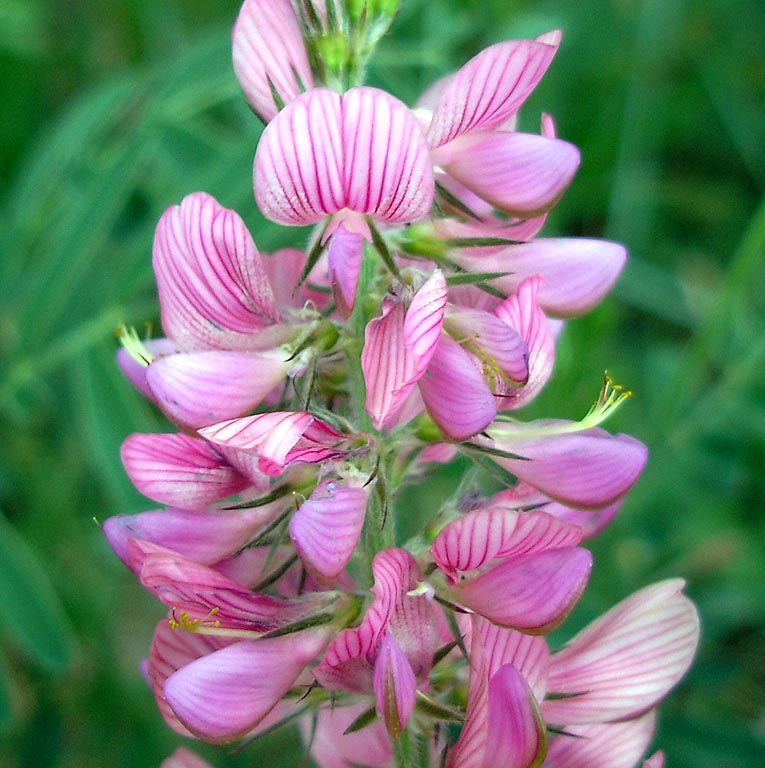
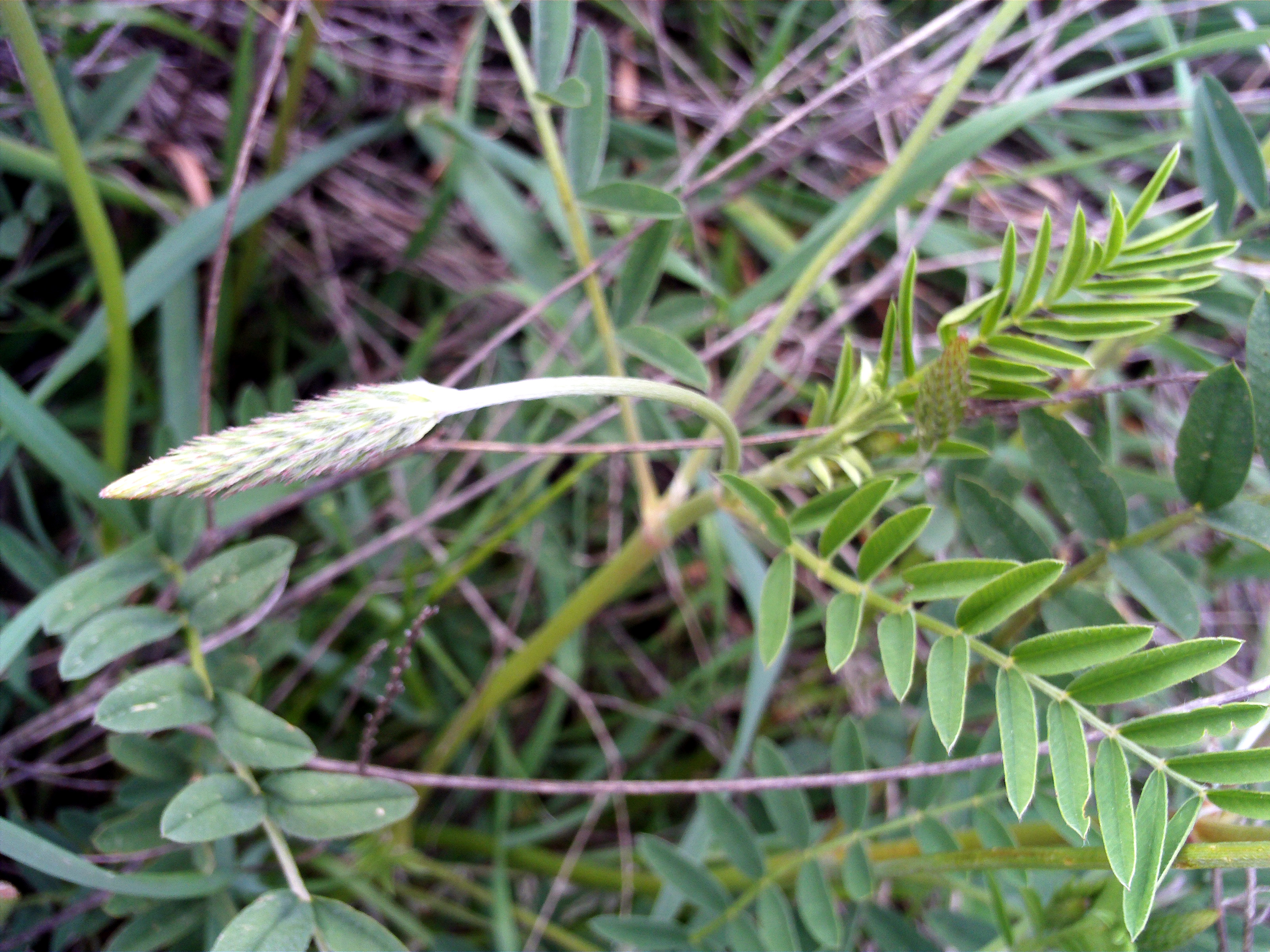
Levelei
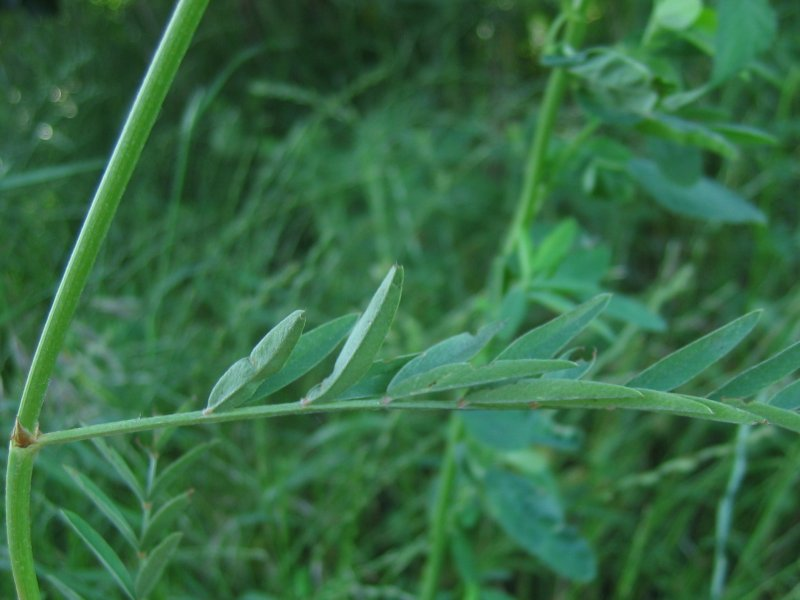
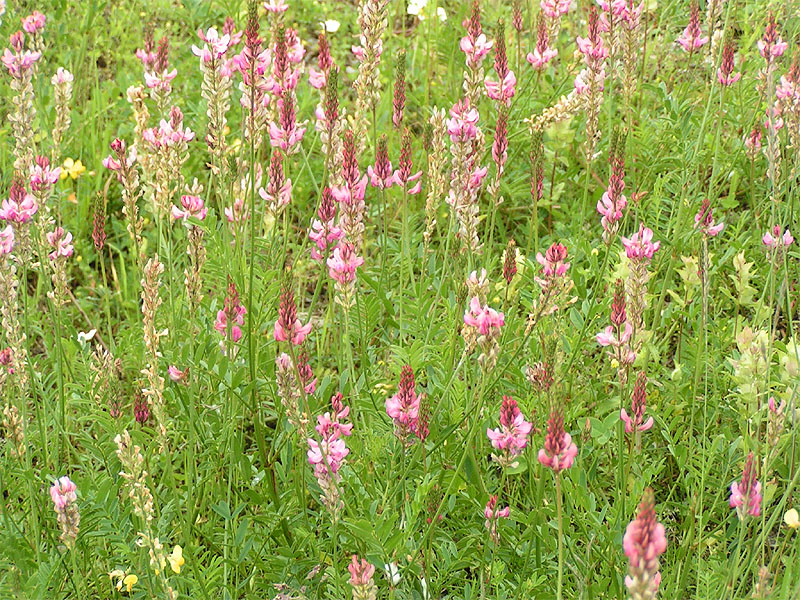
Telepe
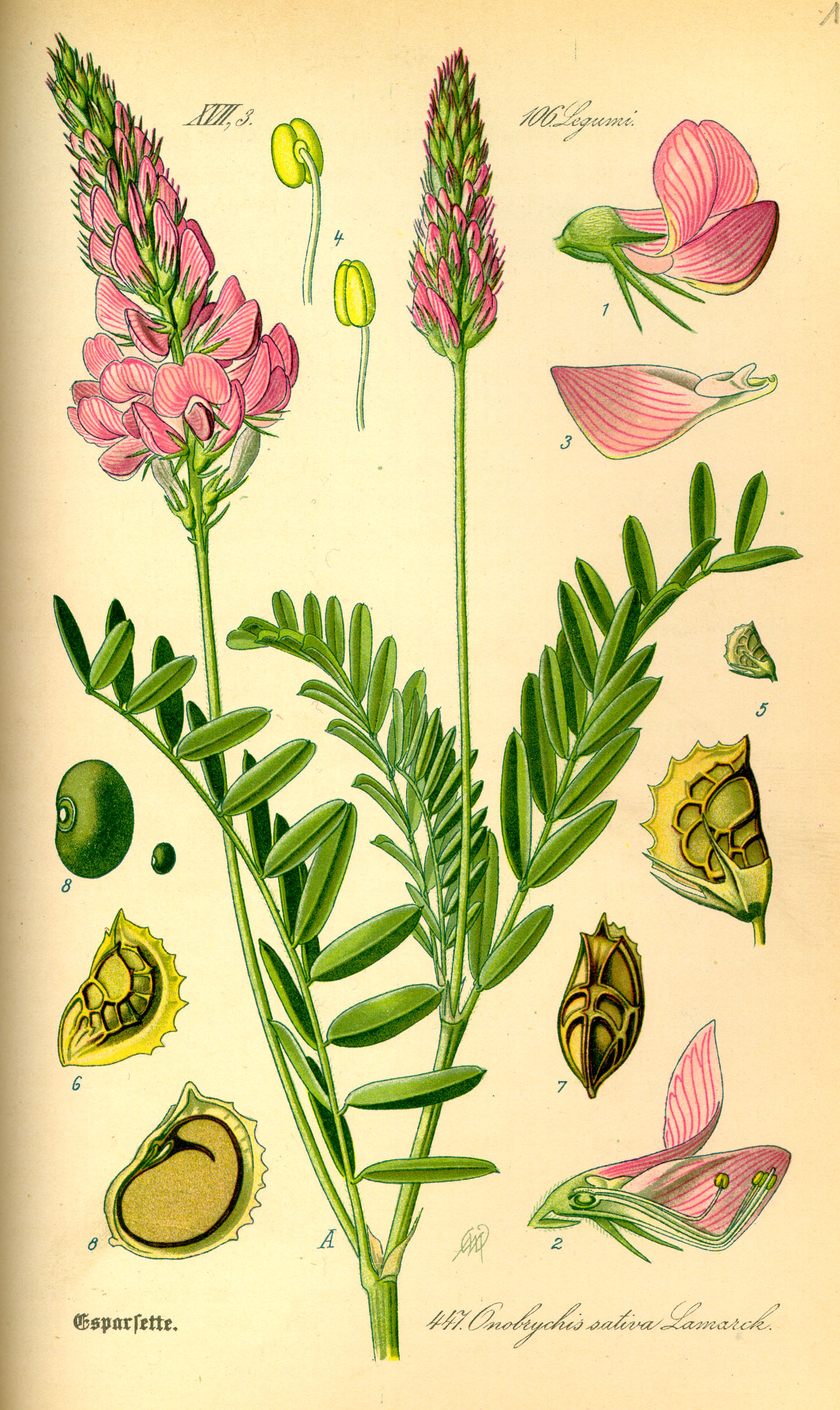
Rajz a növényről